# Valentin Suciu
Valentin Dumitru Suciu (n. 25 septembrie 1980, Sfântu Gheorghe, Covasna, România) este un fotbalist român retras din activitate și actual antrenor de fotbal, care este în prezent la conducerea clubului Sepsi OSK din SuperLiga României.

## Palmares

### Antrenor
Sepsi OSK
- Liga a III-a: 2015–16
- Liga a IV-a – Județul Covasna: 2013–14

Csíkszereda
- Liga a III-a: 2018–19